# Ponto por polegada

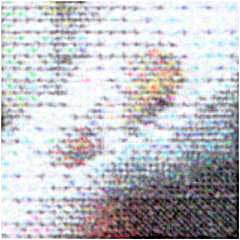
Imagem ampliada dos pontos produzidos por uma impressora jato de tinta em qualidade rascunho. A área original é um quadrado com lado de 0,5 polegadas impresso com 150 pontos por polegada (75×75 pontos).

Pontos por polegada (ppp; em inglês dots per inch, dpi) é uma medida de densidade relacionada à composição de imagens, que expressa o número de pontos individuais que existem em uma polegada linear na superfície onde a imagem é apresentada. Também é comum encontrar referências a essa densidade pelo termo "resolução de imagem" ou simplesmente "resolução". A resolução é indicada pela composição da densidade horizontal e vertical, que podem ser iguais ou diferentes. De maneira geral, quanto maior o número de pontos por polegada, mais detalhada e bem definida é a imagem.
Interpretações rigorosas fazem distinção entre diferentes densidades de imagem, da seguinte maneira:
- "Pontos por polegada" para imagens gravadas em algum suporte (papel, transparência etc.) por uma impressora.
- "Pixels por polegada" para imagens apresentadas em monitores de vídeo.
- "Amostras por polegada" para imagens captadas por sensores óticos (de câmeras digitais, scanners etc.).

Popularmente, entretanto, fabricantes de equipamentos e consumidores utilizam o termo "pontos por polegada" para qualquer uma dessas situações. A expressão "pixels por polegada", em inglês pixels per inch (ppi), é normalmente reservada para mostradores eletrônicos, como monitores de vídeo e outras tipos de telas digitais.

## Impressoras pessoais
Normalmente, uma impressora pode trabalhar com densidades diferentes de impressão, que podem ser escolhidas pelo usuário em função de sua necessidade. A escolha da densidade é disponibilizada pelo controlador de dispositivo da impressora (printer's device driver). Densidades maiores levam mais tempo para imprimir, gastam mais tinta ou toner, e produzem imagens de melhor qualidade.
Algumas densidades de impressão típicas (horizontal×vertical em pontos por polegada)
- Impressora matricial com cabeçote de 9 pinos: 60×60 a 240×120.
- Impressora matricial qualidade carta (letter quality, LQ) com cabeçote de 24 pinos: 60×60 a 360×180.
- Impressora jato de tinta: 75×150 a 600×300 ou 5760 x 1440 dpi ( até 9600, dependendo do modelo).
- Impressora laser: 600×300 a 1200×1200.

## Relações entre resolução de monitor e de impressora

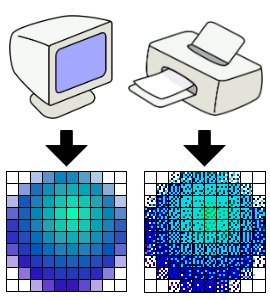
Uma imagem com 10×10 pixels no monitor de vídeo precisa de uma densidade de impressão bem maior em uma impressora jato de tinta, para obter-se qualidade semelhante.

Uma impressora jato de tinta necessita um número bem maior de pontos por polegada para imprimir com qualidade semelhante uma imagem mostrada no monitor de vídeo, com determinado número de pixels por polegada.
A impressora trabalha com pontos formados por quatro canais de cores (normalmente o padrão CMYK), cada um deles com apenas uma opção de intensidade (quantidade fixa de tinta por canal), enquanto um monitor de vídeo forma um pixel utilizando três canais de cores (RGB), cada um deles com 256 níveis de luminosidade diferentes. Sendo assim, o número de cores que podem ser gerados pela impressora em um ponto é 24 = 16, enquanto um monitor de vídeo pode gerar 2563 = 16.777.216 pixels diferentes. Algumas impressoras têm capacidade de variar a quantidade de tinta de cada canal de cor ou ter canais de cores adicionais, mas mesmo assim haverá menos opções que as disponíveis em um monitor. A maioria das impressoras resolve essa limitação utilizando recursos de meio-tom (ou dithering) para simular cores adicionais, necessitando de muitos pontos de impressão para obter o efeito de um único pixel na imagem do monitor (ver ilustração ao lado).